# Gian Giacomo Ponti
Gian Giacomo Ponti (Arona, 27 dicembre 1878 – Arona, 28 novembre 1939) è stato un ingegnere elettronico italiano, laureatosi nel 1902 al Politecnico di Milano.

## Biografia

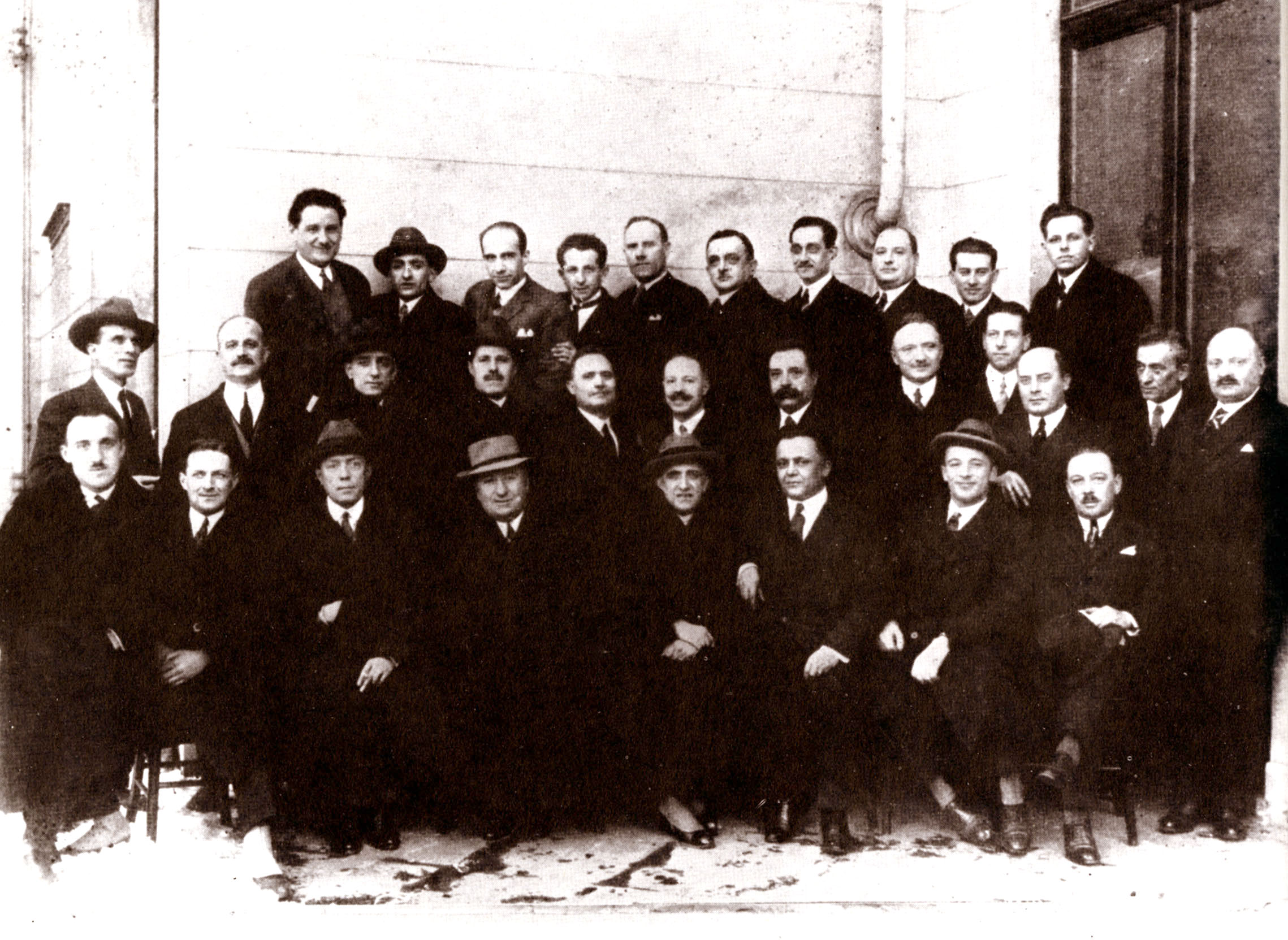
Gian Giacomo Ponti al centro con il gruppo dei collaboratori 1925

Nel 1918, grazie all'iniziativa finanziaria di acquisizione della Pont Saint Martin diventò l'uomo di punta del gruppo elettrico SIP.
Allievo e assistente di Thomas Edison, divenuto docente al Politecnico di Torino e uomo di indiscusse capacità tecniche, Ponti vantava precedenti esperienze da dirigente negli uffici tecnici dell'Azienda Elettrica Municipale di Torino e della statunitense General Electric Company.
Al suo ingresso in SIP rivoluzionò l'assetto manageriale, modificando radicalmente la struttura della precedente "Point Saint Martin" secondo un modello fortemente centralizzato ispirato all'esperienza americana.
Nel Ruolo di direttore generale della SIP e della controllata Alta Italia, nonché di consigliere delegato nelle società minori, Gian Giacomo Ponti controllava ogni attività di queste ultime, uniformandone i processi produttivi e decisionali. Se nel campo manageriale l'impronta data alla nuova impresa fu evidente, lo fu ancor di più dal punto di vista tecnico: gli investimenti, soprattutto in nuove tecnologie, furono numerosi e valutati attentamente grazie alle sue conoscenze e alla notevole esperienza tecnica in campo elettrico.
Nella progettazione e costruzione di nuove opere Ponti si avvalse spesso di preziose collaborazioni, tra le quali merita di essere citata quella dell'Ing. Angelo Omodeo al quale, negli anni '20, fu affidata la realizzazione dell'innovativo (per l'epoca) impianto di Pont Saint Martin in Val D'Aosta. 
Anche in STIPEL, l'impronta di Gian Giacomo Ponti si vide fin dall'inizio con la riorganizzazione gestionale della precedente struttura organizzativa statale e l'incentivazione del personale favorendo la produttività anziché l'anzianità e non escludendo purghe o allontanamenti laddove indispensabile.
Imporre la cultura aziendale ed evitare contrasti tra operai e dirigenti fu una priorità per Gian Giacomo Ponti, che per perseguire questo obiettivo inaugurò prima in SIP ed in seguito in STIPEL numerose iniziative sociali, quali gite di gruppo e associazioni dopolavoro.